# (16693) Moseley
(16693) Moseley est un astéroïde de la ceinture principale.

## Description
(16693) Moseley est un astéroïde de la ceinture principale. Il fut découvert le 26 décembre 1994 à l'Observatoire de Siding Spring par David J. Asher. Il présente une orbite caractérisée par un demi-grand axe de 2,66 UA, une excentricité de 0,18 et une inclinaison de 11,3° par rapport à l'écliptique.

## Compléments